# Choi Hyun-joo
Choi Hyun-joo (kor. 최현주; * 6. August 1984 in Jeollabuk-do) ist eine ehemalige südkoreanische Bogenschützin und Olympiasiegerin.

## Karriere
Choi gewann ihren einzigen großen internationalen Titel bei den Olympischen Sommerspielen 2012 in London. Gemeinsam mit Ki Bo-bae und Lee Sung-jin wurde sie Olympiasiegerin im Mannschaftswettbewerb. Im Einzel belegte sie den neunten Platz, nachdem sie im Achtelfinale Bérengère Schuh unterlag.